# Peribatodes rhomboidaria

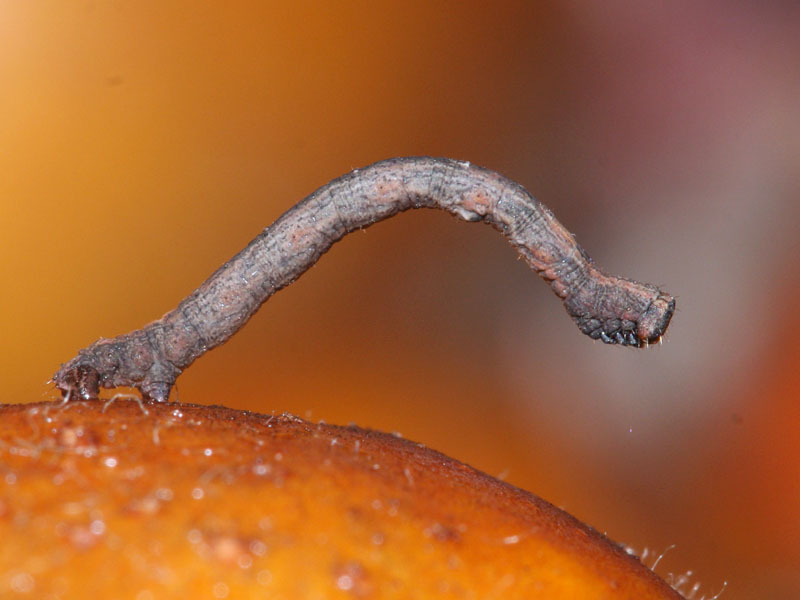
Larva

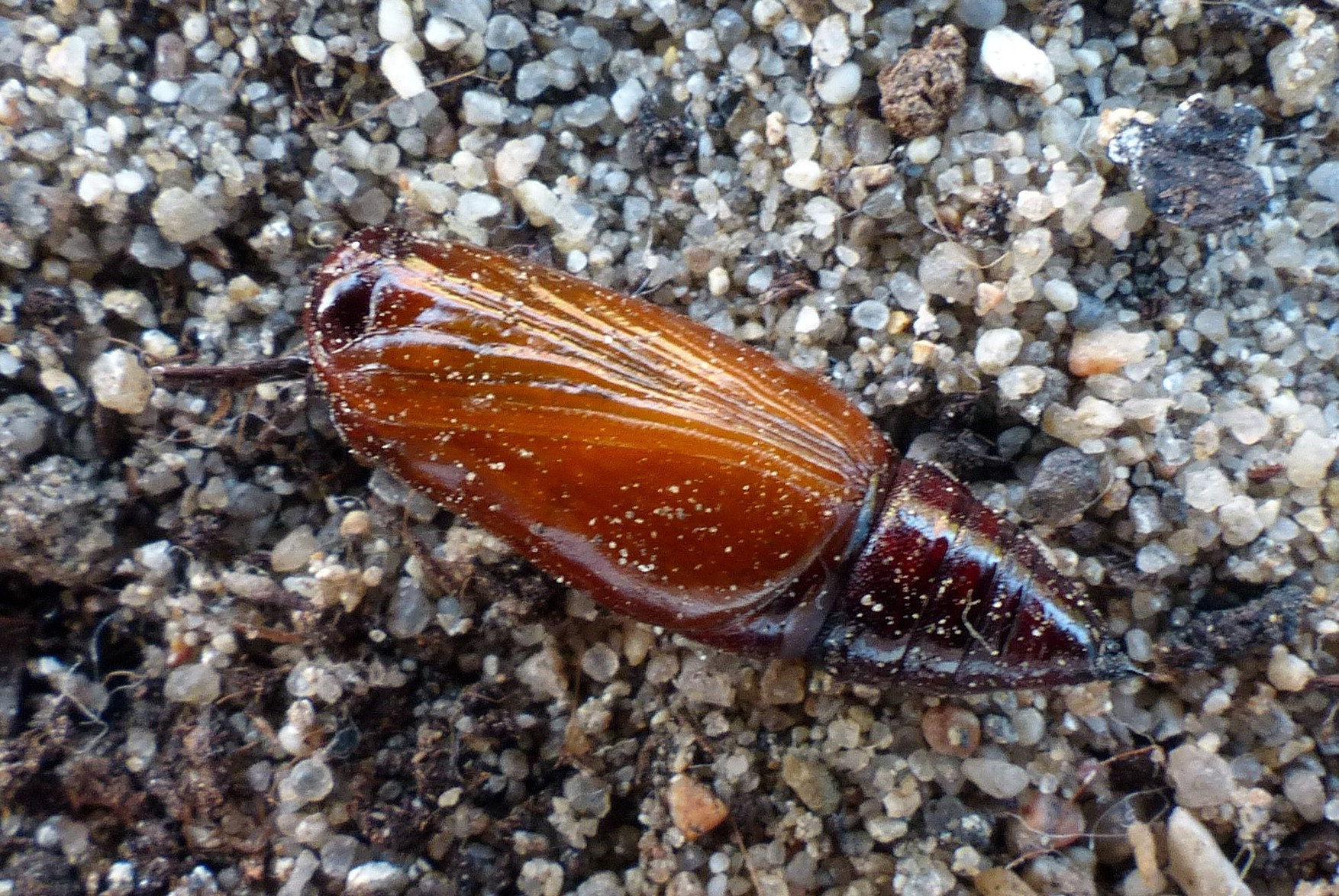
Pupa

Peribatodes rhomboidaria es una especie de lepidóptero ditrisio de la familia Geometridae. Es una especie común de Europa, Oriente próximo y el norte de África.

## Características
Las alas de esta especie son blanquecinas, pero salpicadas en gran medida con puntos marrones o negros, dando el aspecto de color gris. A veces aparecen formas melánicas. La envergadura es de 40-48 mm.

## Historia natural
Cada año ponen una o dos puestas. Los adultos vuelan de noche de junio a septiembre; siendo muy atraídas por la luz.
Las orugas son marrón-rojizas y se alimentan de ciertos árboles y arbustos, listados a continuación, pero aparentemente nunca de plantas del género Salix. La Peribatodes rhomboidaria pasa el invierno como una pequeña oruga.

### Plantas de las que se alimenta
- Abedul - Betula
- Planta de té - Camellia sinensis
- Clemátide - Clematis
- Espino - Crataegus
- Hiedra - Hedera
- Manzano - Malus
- Árboles del género Prunus
- Tejo - Taxus
- Vid - Vitis

## Subspecies
- P. r. rhomboidaria
- P. r. sublutearia